# Лентово-Домб
Лентово-Домб (пол. Łętowo-Dąb) — село в Польщі, у гміні Колаки-Косьцельні Замбровського повіту Підляського воєводства.
Населення — 44 особи (2011).
У 1975-1998 роках село належало до Ломжинського воєводства.

## Демографія
Демографічна структура станом на 31 березня 2011 року:
|          | Загалом | Допрацездатний вік | Працездатний вік | Постпрацездатний вік |
| -------- | ------- | ------------------ | ---------------- | -------------------- |
| Чоловіки | 21      | 4                  | 13               | 4                    |
| Жінки    | 23      | 4                  | 15               | 4                    |
| Разом    | 44      | 8                  | 28               | 8                    |